# Cicindela latesignata
Cicindela latesignata este o specie de insecte coleoptere descrisă de Leconte în anul 1851. Cicindela latesignata face parte din genul Cicindela, familia Carabidae.

## Subspecii
Această specie cuprinde următoarele subspecii:
- C. l. latesignata
- C. l. obliviosa